# Anders Skeini
Anders Lennart Marwan Skeini, född 26 oktober 1971, är en svensk företagare.
Anders Skeini är son till Eleonor Skeini. Han studerade vid Lunds universitet 1995–1998. Han började 1990 arbeta Jacobi Carbons AB, från 2000 som vd, varvid han utvecklade det till ett internationellt företag med tillverkning och försäljning av aktivt kol. Han var mellan 2000 och 2014 via AddSorb Holding AB delägare till företaget. Detta övertogs 2014 av Osaka Gas. Anders Skeini har därefter varit vd och senare styrelseordförande i Jacobi Carbons.